# The Circle (Doxas-Brothers-Album)
The Circle ist das Debütalbum der Doxas Brothers um Chet Doxas und Jim Doxas. Die 2020 in Pointe-Claire, Quebec entstandenen Aufnahmen erschienen 2020 auf Justin Time Records.

## Hintergrund
Die Geschwister Chet (Tenorsaxophon) und Jim Doxas (Schlagzeuge) nahmen das Album mit ihrem langjährigen Mitarbeiter und Kollegen, dem Montréaler Adrian Vedady am Bass und dem Pianisten Marc Copland auf. Es entstand auf dem Gehöft der Familie in Pointe Claire, QC. Das Album wurde vollständig von Jim und Chets Vater George Doxas im Studio ihrer Familie aufgenommen. Chet Doxas trug einen Großteil der Kompositionen von insgesamt acht Stücken bei.

## Titelliste
- Doxas Brothers: The Circle (Justin Time JTR 8624-2)

1. Uno A La Vez 4:47
2. Temporal (Adrian Vedady) 7:18
3. Fourteen Daughters (Jim Doxas) 7:09
4. Old Sport 7:17
5. A Word From The Wise 5:57
6. Objets Nécessaires 7:00
7. Joan’s Song Another 6:09
8. Soap Box 6:40
9. Goodbye (Gordon Jenkins) 6:49

Sofern nicht anders angegeben, stammen alle Kompositionen von Chet Doxas.

## Rezeption
Dan Bilawsky, der das Album in All About Jazz rezensierte, schrieb: „Ob sie die Vertiefungen der Implikationen eines Songs untersuchen, sich auf Pathos stützen, eine Singsanglinie mit einem Hauch von Humor anbieten, kopfüber in Gefahr tauchen oder direkt aus dem Herzen spielen – diese Männer finden einen Weg, sich auf rein menschlicher Ebene mit ihrer Musik zu verbinden.“ Dies werde bei den acht Originalen deutlich, aber auch auf dem Standard „Goodbye“, der das Programm abschließt. Diese Band habe den Gordon Jenkins Titel an die richtige Stelle gesetzt und nutze dessen Anmutung und strukturellen Anlage. Sie verlässt den Raum mit so viel Integrität und Klasse, wie sie betreten hat. Es gibt einen Grund, warum Chet und Jim Doxas innerhalb und außerhalb Kanadas einen so guten Ruf entwickelt haben. Man muss nur The Circle hören, um dies zu verstehen.
Nach Ansicht von Bill Milkowski, der das Album im Down Beat mit vier Sternen auszeichnete, teilten wie die meisten musikalisch begabten Geschwister auch Chet und Jim Doxas eine tiefe Bindung. Yoshi Wall schrieb in The  Whole Note, das synergistische Ergebnis sei eines der berauschendsten Post-Bop-Alben, die man in diesem Jahr wahrscheinlich finden werde. Chet Doxas’ Stil sei unverwechselbar, bleibe aber seinen Einflüssen treu und erinnere manchmal an Größen wie den Pianisten Andrew Hill. Eine der bewundernswertesten Eigenschaften der Musik sei Chet Doxas’ Liebe zum Detail. Jede Melodie hinterlasse Eindruck und habe dennoch ihre eigene Komplexität und Nuancen. Dieses Album sei eine zurückhaltende Angelegenheit mit einem eher gedämpften Ansatz, und das ausgefeilte Zusammenspiel innerhalb des engmaschigen Ensembles werde den Hörer hypnotisieren.

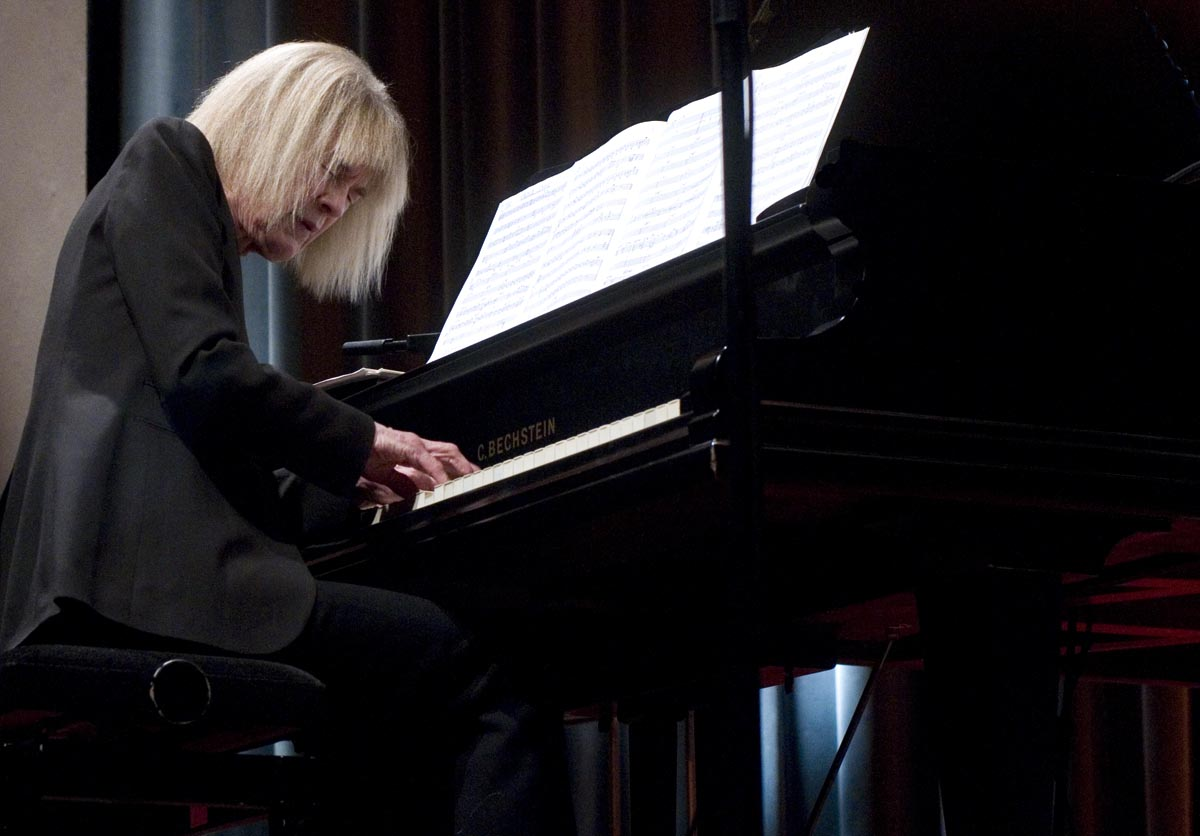
Carla Bley 2009 bei einer Veranstaltung der Jazzwerkstatt im Babylon, Berlin

Martin Johnson schrieb in JazzTimes, Chet und Jim Doxas hätten den Sound einiger der anderen jüngsten Aufnahmen der beiden Brüder weiterentwickelt. The Circle folge Chets Rich in Symbols (Ropeadope, 2017), das sich auf die Kunstszene der 1980er Jahre beziehe, und  auf Dave Douglas & Riversides The New National Anthem (Greenleaf, 2017), auf dem beide Geschwister mitgewirkt hatten, einer Hommage an die Komponistin / Pianistin Carla Bley, und dem Album Riverside (Greenleaf, 2014), das sich Douglas, Chet Doxas, Steve Swallow und Jim Doxas mit der Musik von Jimmy Giuffre beschäftigten. Diese Aufnahme habe einen Antrieb und Swing, der an Rich in Symbols erinnere, gut strukturierte Songs mit genialen Kniffen, die an Bley erinnerten, und einen schlanken Ensemble-Sound, der den innovativen Giuffre/Jim Hall-Gruppen vor 60 Jahren zu verdanken scheine. Chet Doxas habe einen Tenor-Ton, der zu Zeiten von Dewey Redman und zu anderen an den von Dexter Gordon erinnere. Jim Doxas hingegen habe die klare aggressive Haltung von Billy Hart und Andrew Cyrille.
Nach Ansicht von George W. Harris führten die Brüder Chet Doxas am Tenorsaxophon und Jim am Schlagzeug gemeinsam mit dem Pianisten Marc Copland und dem Bassisten Adrian Vedady durch eine Sammlung von Stücken, die von einer bluesigen Grundstimmung dominiert werde, die sich zu einem dramatischen Höhepunkt entwickle. Ein typisches Beispiel seien „Una a La Vez“ und „Another Soap Box“, die mit starken Tenorsaxophon-Ideen in melancholischer Stimmung eröffnet werden, „aber irgendwann frage man sich: Wann kommt es? Und ... bam! da sei er, der Gangwechsel zu heftigen Darbietungen.“ Vedady halte es stabil auf dem dunkleren „A Word from the Wise“ und dem qualvollen „Goodbye“, und Chets Tenor sei romantisch auf „Joan’s Song“. „Emotionen, aber mit dem Bedürfnis nach kontrollierter Stimmung“, so das Resümée des Autors.